# Pteris remotifolia
Pteris remotifolia är en kantbräkenväxtart som beskrevs av Bak. Pteris remotifolia ingår i släktet Pteris och familjen Pteridaceae. Inga underarter finns listade.